# A Toledo család
A Toledo család (eredeti cím: Dulce amor) 2015 és 2016 között vetített kolumbiai telenovella, amit Santiago Vargas Henao és Alejandro Vasquely rendezett. A főbb szerepekben Marianela González, Camila Zarate, Juan Manuel Mendoza, Yaneth Waldman, José Julián Gaviria és Andrés Sandoval látható. 
Kolumbiában a Caracol Televisión 2015. július 21-én, Magyarországon az RTL II mutatta be 2015. szeptember 11-én.

## Cselekmény
A pénzhiány, a támogatók elvesztése és a kifizetendő háztartási adósságok arra kényszerítik Martin Guerrerót, hogy felhagyjon a versenyautó-versenyzéssel, és Natalia Toledo ügyvezető sofőrje legyen. A követeléseinek végtelen listája, Martin rossz szokása, hogy megszegi a szabályokat, és a kettejük közötti sok különbség ellenére Natalia és Martin felfedezik, hogy tökéletes párt alkotnak. A toledói nőket összeköti a versenyzés szeretete és az, hogy négy generáción keresztül mindig a rossz férfiba szerettek bele. Egy népszerű barrio lakóival együtt megtalálják a boldogságot, amit kerestek, amikor összefognak, hogy elérjék ugyanazt a célt: Martin és Julián visszatérését a versenyekre.

## Szereplők
| Színész                  | Szerep                                                       | Magyar hang        |
| ------------------------ | ------------------------------------------------------------ | ------------------ |
| Marianela González       | Natalia Toledo Vargas / Natalia Fernández Vargas de Guerrero | Sallai Nóra        |
| Andrés Sandoval          | Martín Guerrero Durán                                        | Moser Károly       |
| Camila Zarate            | Verónica Toledo Vargas                                       | Kis-Kovács Luca    |
| Juan Manuel Mendoza      | Julián López Méndez                                          | Varga Rókus        |
| Abril Schreiber          | Juliana Toledo Vargas                                        | Laudon Andrea      |
| Jose Julián Gaviria      | Lucas Gutiérrez Gómez                                        | Czető Ádám         |
| Kristina Lilley          | Helena Vargas Vda. de Toledo / Fernandez                     | Menszátor Magdolna |
| Jimmy Vásquez            | Rodrigo Amador                                               | Posta Victor       |
| Valentina Lizcano        | Amanda Duval Ríos                                            |                    |
| Ella Becerra             | Gabriela                                                     | Bertalan Ágnes     |
| Juan Esteban Aponte      | "Betico" López                                               | Berecz Kristóf Uwe |
| Yaneth Waldman           | Teresa Vargas                                                | Kocsis Judit       |
| Miguel González          | Ciro Santamaría                                              | Markovics Tamás    |
| Freddy Ordóñez           | "Terco"                                                      |                    |
| Marta Liliana Ruiz       | Isabel Durán                                                 | Zsurzs Kati        |
| Mauro Donetti            | Jose "Don Pepe" Fernández                                    | Kajtár Róbert      |
| Natalia Reyes            | Florencia "Flor" Guerrero                                    | Bogdányi Titanilla |
| Anderson Balsero         | Alcides "Máquina"                                            | Gyurin Zsolt       |
| Astris Junquito          | Rosa                                                         | Rátonyi Hajni      |
| Lina Castrillón          | Noelia Fernández                                             | Zakariás Éva       |
| Jean Philippe Conan      | Freddy                                                       |                    |
| Juan Pablo Barragan      | Gonzalo                                                      |                    |
| Sandra Román             | Teniente Carrera                                             |                    |
| Alejandra Gómez          | Alejandra Gómez                                              |                    |
| María Alejandra Restrepo | Constanza "Connie"                                           |                    |

## Nemzetközi bemutató
| Ország       | Csatorna           | Első rész           | Utolsó rész      | Megjegyzés          |
| ------------ | ------------------ | ------------------- | ---------------- | ------------------- |
| Kolumbia     | Caracol Televisión | 2015. július 21     | 2016. január 15. | hétfő-péntek, 22:00 |
| Magyarország | RTL II             | 2015. szeptember 11 |                  | péntek, 12:50       |

## Fordítás
- Ez a szócikk részben vagy egészben  a   Dulce amor (telenovela colombiana) című spanyol Wikipédia-szócikk fordításán alapul.  Az eredeti cikk szerkesztőit annak laptörténete sorolja fel. Ez a jelzés csupán a megfogalmazás eredetét és a szerzői jogokat jelzi, nem szolgál a cikkben szereplő információk forrásmegjelöléseként.